# Scinax garbei
Scinax garbei là một loài ếch trong họ Nhái bén.
Nó được tìm thấy ở Bolivia, Brasil, Colombia, Ecuador, Peru, Venezuela, và có thể Guyana.
Các môi trường sống tự nhiên của chúng là các khu rừng ẩm ướt đất thấp nhiệt đới hoặc cận nhiệt đới, đầm nước nhiệt đới hoặc cận nhiệt đới, sông, đầm nước ngọt có nước theo mùa, các đồn điền, vườn nông thôn, các khu rừng trước đây bị suy thoái nặng nề, và ao.

## Hình ảnh

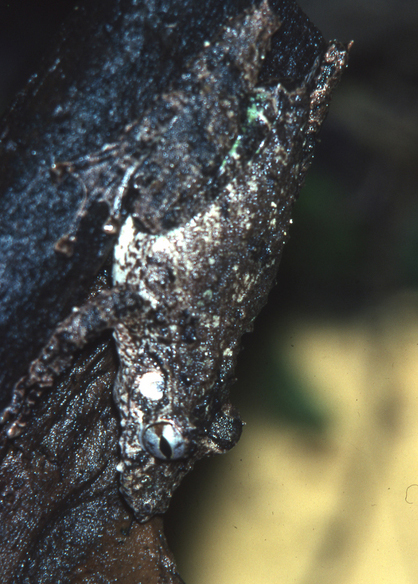